# Старух Тимотей Михайлович
Тимоте́й Стару́х (27 лютого 1860, с. Бережниця Вишня — 21 квітня 1923 м. Бережани) — український громадсько-політичний діяч. Брат Антона Старуха.

## Життєпис
Тимоте́й Стару́х народився 27 лютого 1860 року в с. Бережниця Вишня (повіт Лісько). Батько — Михайло Старух — був заможним селянином, послом до Галицького сейму 1-го скликання від округу Лісько — Балигород — Літовищі (обраний від IV курії, входив до «Руського клубу»); мав 14 дітей, наймолодшими з яких були Антін і Тимотей. Початкову освіту вони здобули у місцевого дідича, де навчалися разом з його дітьми.
20-річного хлопця 1880 року призвали в армію, призначили до 2-го полку князя Шварценберґа. Під час служби (1880-83) вивчив німецьку мову, багато читав, спілкувався з віденцями. Після звільнення не захотів бути у рідному селі, вступив на службу до жандармерії. У 1884-96 роках лужив жандармом на постерунку в Усті-Зеленому, начальником постерунків у Нараєві, Підгайцях, Делятині, Бурштині, Козові, Бурштині, Бережанах, Бучачі.
Через постійні переслідування закинув державну службу (або вийшов на пенсію за станом здоров'я у 1896 р.), повернувся до улюбленої господарки, осів у Слободі Золотій Бережанської округи (нині — Козівський район). Одружився з вродливою дочкою Топольницького — економа дідицького фільварку.
З приходом Т. Старуха для Слободи Золотої почалася нова доба в освітньому і політичному житті. Став членом управи читальні ім. Качковського, через 1 рік, під його впливом, селяни її «розв'язали», замість неї було утворено читальню «Просвіти» (селяни «стояли за ним горою»). Читальня «Просвіти», заснована Т. Старухом, об'єднувала навколо себе 132 просвітян, мала 205 книг, постійно надходили львівські патріотичні видання, діяв хор, аматорський гурток.
Тимотей Старух зумів організувати навколо себе селян, власним коштом заклав фундамент споруди читальні, очолив «комітет будови». З новою силою розгорнув політичну діяльність у 1907 році на виборах до австрійського парламенту, в результаті чого був обраний послом (незважаючи на тиск проводу УНДП через участь у виборах у 66-му двомандатному сільському окрузі Костя Левицького; оскільки пройшли обидвоє, провід перепросив Т. Старуха.). Також був обраний від Бережанського повіту до Крайового сейму. 
1910 року: вперше в австрійському парламенті була виголошена промова українською мовою (28 червня, виступив митрополит Андрей Шептицький); створено «Український клюб», що об'єднав у парламенті галицьких послів, очільник Тимотей Старух. Брав безпосередню участь в організації українського стрілецтва на теренах Бережанського повіту. 1911 р. — переобраний послом до парламенту Австро-Угорщини у тому ж 66-му двомандатному сільському окрузі (судові повіти Бережани, Рогатин, Болехів, Бурштин, Більшівці, Журавно, а також села Боків, Божиків, Гнильче, Слов'ятин, Шумляни і Литвинів з судового повіту Підгайці та села Подусільна, Бачів, Болотня, Янчин, Новосілка, Брюховичі, Костенів, Кореличі, Добряничі й Войцеховичі з судового повіту Перемишляни. 1913 р. знову став послом до Крайового сейму у м. Львові, Один з найактивніших українських послів, меценат українського студентства та преси.
З початком Першої світової війни родина Старухів переїхала у рідне село Бережницю Вижну, згодом повернулась до Бережан. 15 червня 1915 року Тимотея й сина Миколу заарештували, повезли до Сибіру.
Після повернення в Україну 1917 р. брав участь у Всеукраїнському з'їзді (м. Київ), 1918–1919 рр.  комісар (ЗУНР) міста Бережани (або Бережанського повіту ЗУНР). Був головою Ширшої повітової Ради у Бережанах в час існування ЗУНР. У січні 1919 року на Трудовому Конгресі України в Києві Тимотея Старуха обрано заступником голови Конгресу.
1920 р. був заарештований польською владою (в Оринині неподалік Кам'янця-Подільського). Сидів у тюрмах Бережан, Львова (тодішня вул. Баторія, 3; звільнений через погіршення здоров'я після внесення родиною грошової застави). 5 січня 1921 року, за сприяння Митрополита Андрея Шептицького, випущений на волю під нагляд. В тюрмах до нього підсаджували інфекційних хворих. В ув'язненні написав спогади (манускрипт у ЦДІАУ у Львові, фонд 309, опис 1, справа 227).
Після тяжкої хвороби Тимотей Старух помер 21 квітня 1923 року у м. Бережани. Похований на Бережанському цвинтарі.
Газета «Український Прапор» писала: «В похоронному обряді було 7 священиків. Співали гімназійний хор і великий селянський хор із Слободи Золотої. Домовину зложено між зелень та вінки на великого господарського воза, запряженого у три пари білих круторогих волів. Безліч вінків — а між ними звертав увагу великий терновий вінок з червоною лентою „Мученикові за народ — Слободяни“… Заплакала українська земля Галича, насипаючи свіжу могилу одному з найкращих своїх синів. Та пам'ять діл визначного трибуна перейде з роду в рід».

## Вшанування
Родина Старухів глибоко пошанована у Бережанському краї: за заслуги перед бережанцями Тимотею Старуху надано ім'я почесного громадянина міста Бережани, одну із вулиць міста названо вулицею Родини Старухів.

Як данину пам'яті про визначну громадсько-просвітницьку та політичну діяльність і вагомий внесок у національно-визвольну боротьбу українського народу видатних бережанців Тимотея Старуха, сина Ярослава районна рада оголосила 2010 рік на території району Роком родини Старухів.

Засновано щорічну премію Тимотея та Ярослава Старухів — у галузі літератури, за громадсько-просвітницьку діяльність.